# George Brown Goode

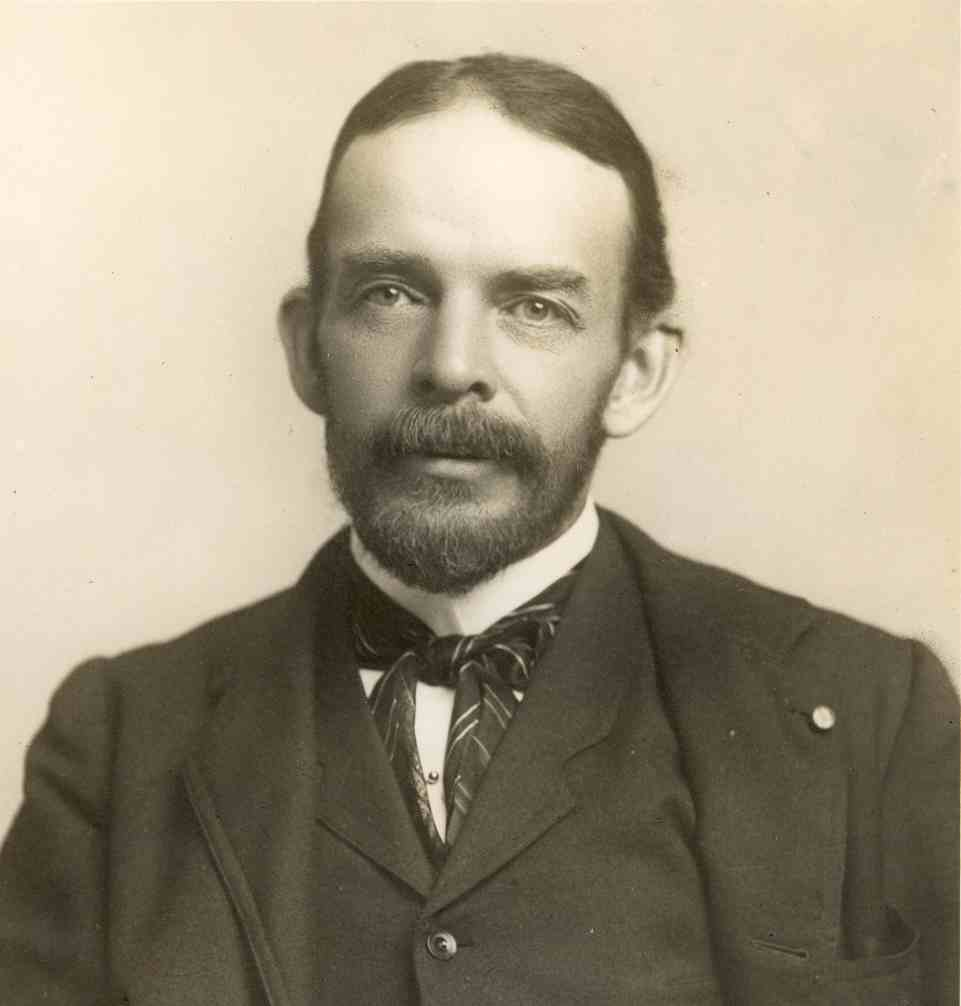
George Brown Goode

George Brown Goode (New Albany, Indiana, 13 de fevereiro de 1851 — Washington, DC, 6 de setembro de 1896), foi um ictiólogo dos Estados Unidos da América, embora tenha sido administrador de museu a maior parte do tempo, e também foi muito interessado na história da ciência, especialmente a história do desenvolvimento da ciência na América.
Em 1872, ele começou trabalhando com Spencer Baird, logo tornando-se o assistente de confiança dele. Enquanto trabalhava com Baird, Goode conduziu pesquisas patrocinadas pela Comissão de Pesca Americana, supervisionou várias exibições do Instituto Smithsoniano, tendo sido secretário-assistente da instituição e responsável pelo museu.